# Bock (Luxemburgo)

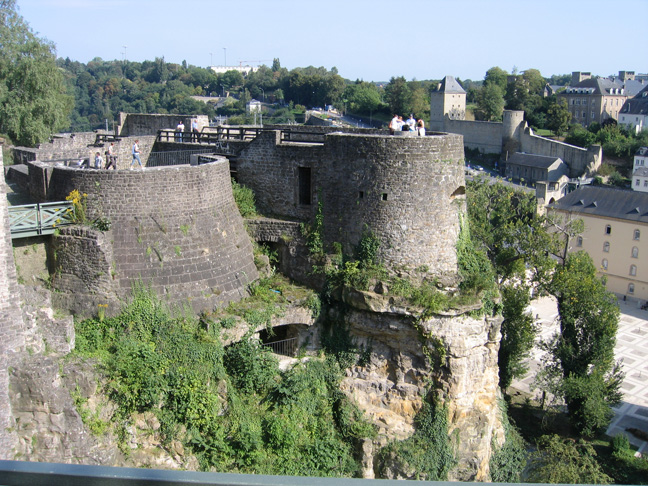
O Bock, que o Conde Sigifredo adquiriu 963

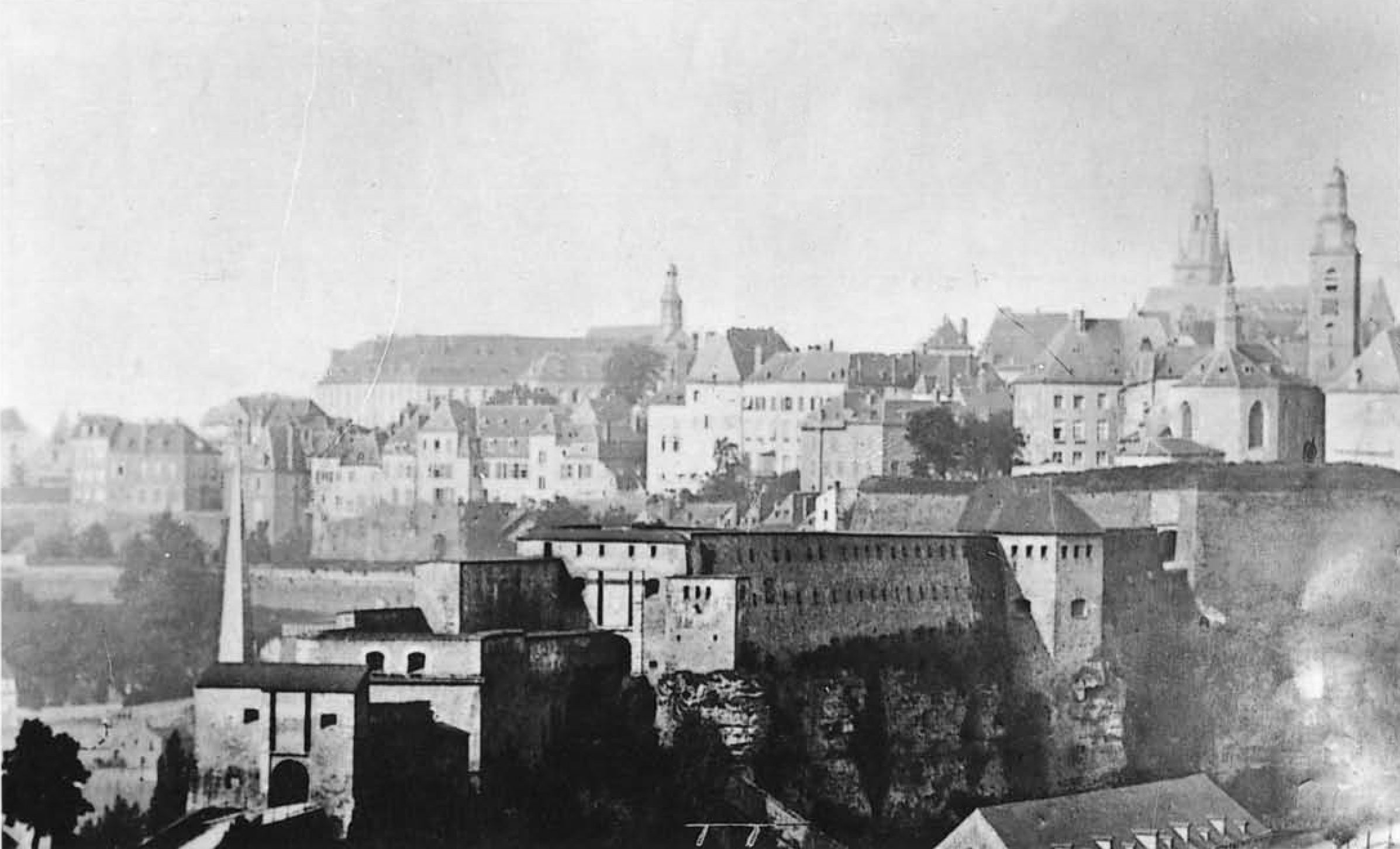
O Bock em 1867

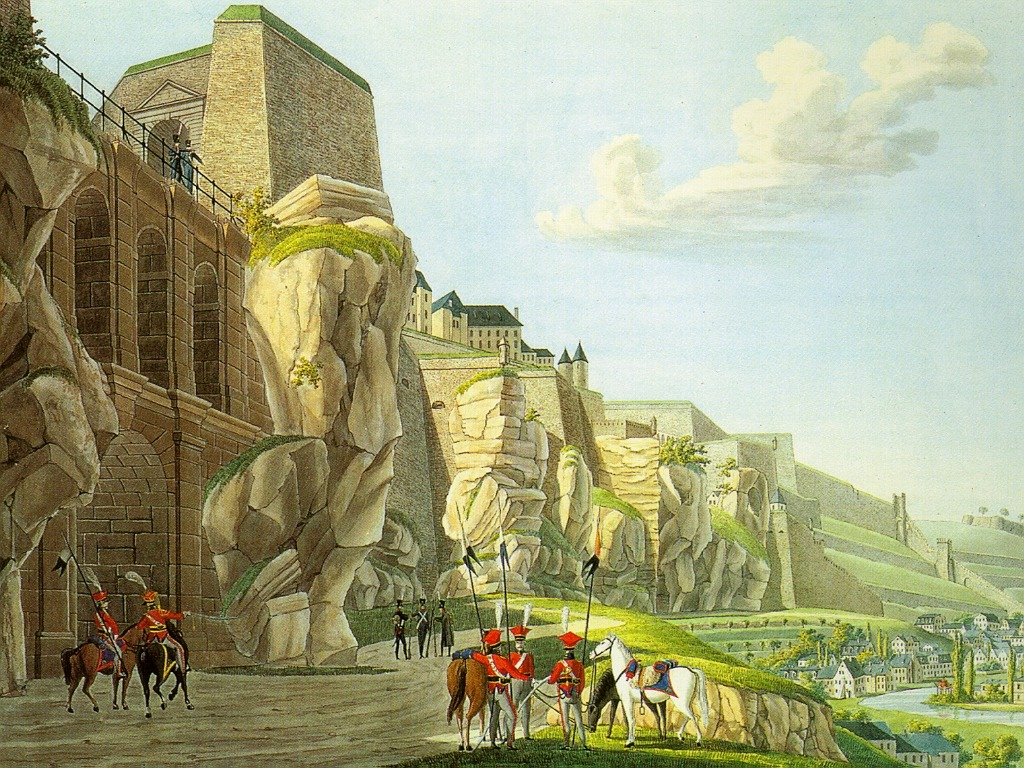
A fortificação do Bock por Christophe-Guillaume Selig (1791-1837)

O Bock (em luxemburguês:  Bockfiels) é um promontório no nordeste da Cidade de Luxemburgo, sendo a sua parte mais histórica. Oferecendo uma fortificação natural, com suas falésias rochosas torre acima do Rio Alzeta que o circunda por três lados. Sendo este o local onde o Conde Sigifredo das Ardenas construiu o seu castelo, chamado de Lucilinburhuc em 963, fornecendo, assim, a base do desenvolvimento que a cidade teria com o passar dos anos e se tornaria Luxemburgo. Com o passar dos séculos, o Bock, e arredores, tiveram suas defesas reforçadas e a cada ataque que sofria. Assim foi reconstruído e reforçado pelos Burgúndios, Habsburgos, espanhóis, prussianos e franceses, pois sua localização estratégica permitia o controle para as mais variadas empreitadas dos poderosos Estados vizinhos. As luta para dominar Luxemburgo não parou até a elaboração do Tratado de Londres em 1867, que determinou o desmonte das fortificações. Ruínas do antigo castelo e vastos caminhos e galerias subterrâneas, chamadas de casamatas continuam a ser uma importante atração turística. 

## História

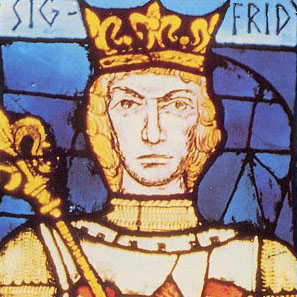
Conde Sigifredo de Luxemburgo

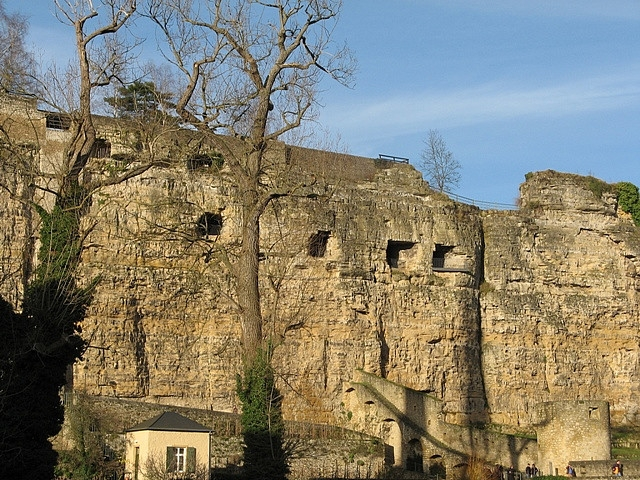
O penhasco do Bock com laço-buracos dos canhões

Em 963 o Conde Sigifredo, ao procurar um lugar para construir uma defesa para as suas terras, obteve o Bock e arredores da Abadia de São Máximo em Tréveris, por meio de uma troca de terras em troca da terra que ele possuía em Feulen nas Ardenas ao norte. Os romanos, os francos provavelmente habitaram no Bock, embora haja poucas evidências arqueológicas de sua presença. Existem no entanto vestígios de uma torre de vigia Romano do século IV perto do ponto do mercado de peixe onde duas principais estradas romanas costumávamos atravessar, de Reims para Tréveris e outro de Métis para Liège. 

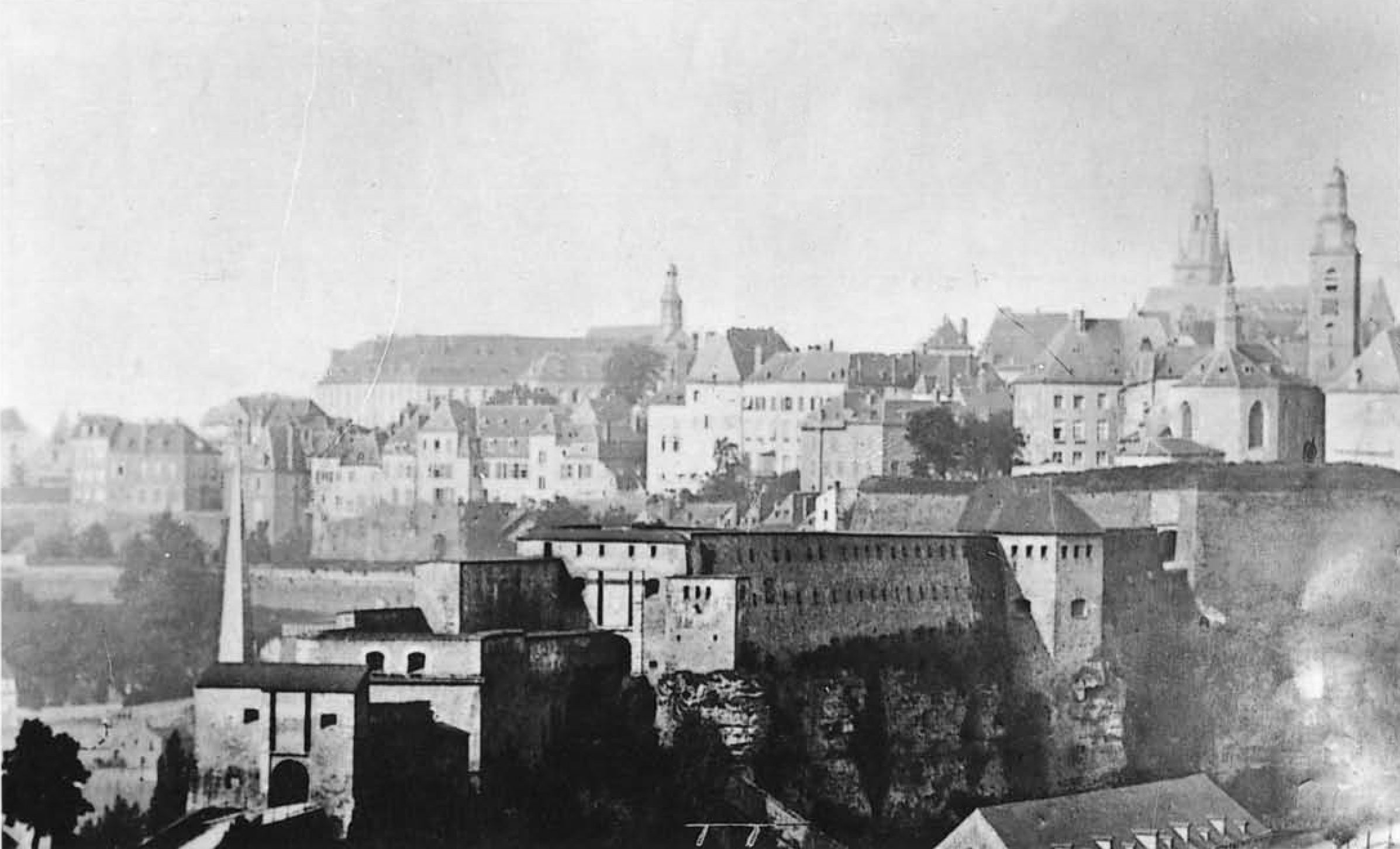
Fotografia de quatro portões Bock (c. 1867)

A primeira menção histórica do Bock e numa conexão com uma torre de vigia ou fortificação na estrada romana de Reims para Tréveris a qual, em 723, foi cedida por Carlos Martel, Duque dos Francos, para a Abadia de São Máximo em Tréveris. Dois séculos depois, o Conde Sigifredo, que tinha propriedades "em Feulen, Hosingen e Monnerich na Pago Vabrense, em Saarburg, Berncastel e Roussy nas Pago de Mosela", estaca a procura de uma fortificação para um castelo viável para resistir a qualquer ataque que servisse como um ponto central para as suas propriedades. Depois de não conseguir obter um local perto da Abadia de Stavelot, agora na província belga de Liège, aproximou-se o abade de São Maximino para a compra da propriedade alta no penhasco (Bock) acima do Rio Alzeta, descrito como um "castelo de nome Lucinilburbuc" (castellum quod dicitur Lucinilburbuc). Parece, portanto, como já havia um castelo no local antes de Sigifredo, este tornou-se interessado nelesendo que não foi ele que o chamou de Lucinilburbuc. Após o consentimento do Imperador Otão I, o ato foi assinado pelo Wilke, abade de São Maximino, em 7 de abril de 963. Sigifredo adquiriu o local em troca de algumas de suas propriedades no Feulen.

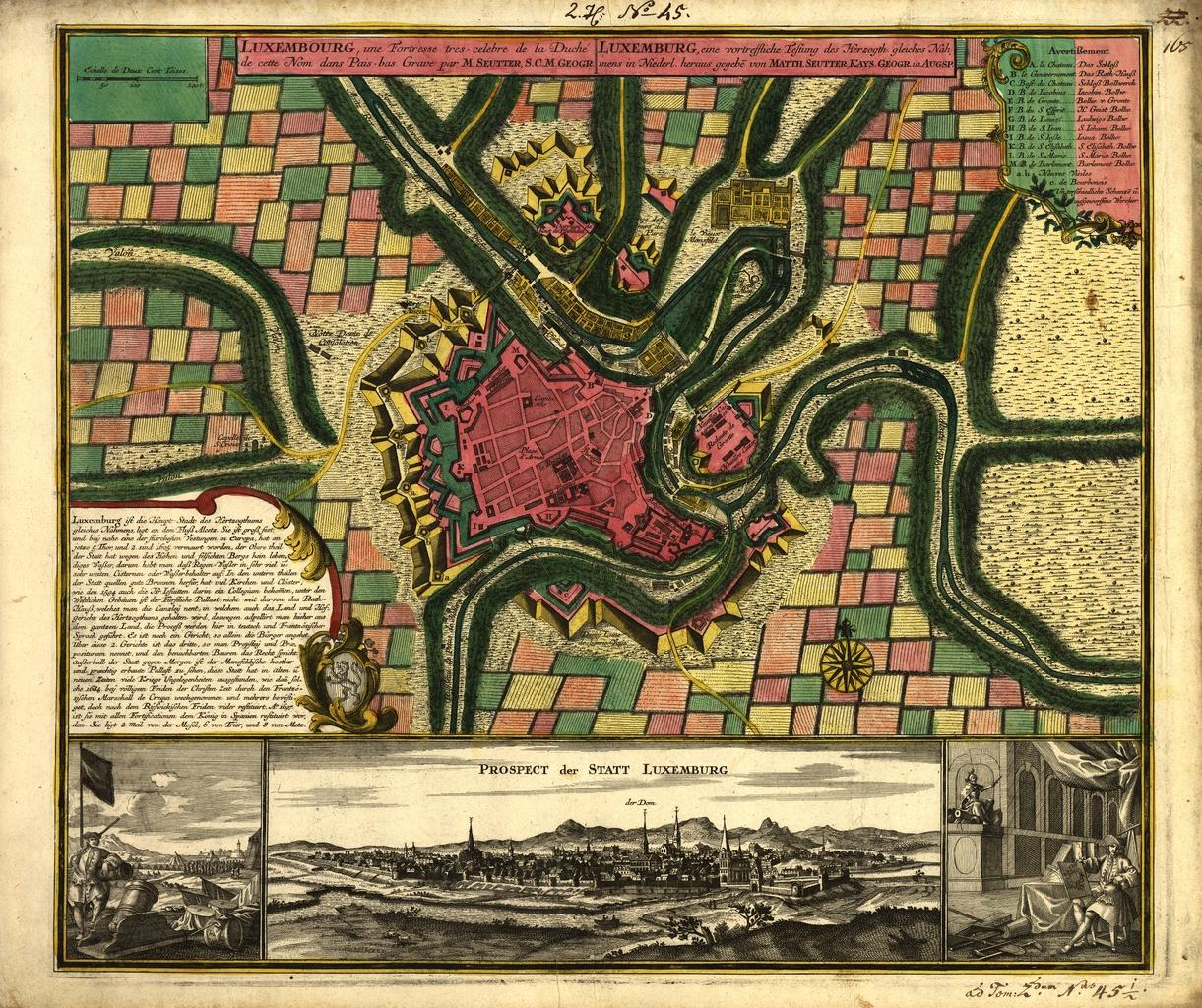
Mapa de Luxemburgo por Matteus Seuter (c. 1730)

Ao longo dos séculos, castelo fortificado do Sigifredo sobre o Bock foi consideravelmente ampliado e protegido com defesas e paredes adicionais. Em 987, a capela do castelo foi construída no mercado do peixe nas proximidades. Igreja St Michael de hoje fica no mesmo local. Sob Conrado I, o castelo tornou-se residência dos Condes de Luxemburgo. Este foi danificado, destruído, capturado em várias ocasiões como contra os Burgúndios (1473), os Habsburgos (1477), e espanhóis (1555) atacaram e tomaram a fortaleza.
Conforme o tempo passou, as fortificações precisaram se adaptar aos novos métodos de guerra baseado no poder de fogo cada vez mais forte. Durante a década de 1640 sob os espanhóis, o engenheiro suíço Isaac von Treybach reformulaou significativamente as defesas. O Bock também foi reforçado com mais três fortalezas, o grande Bock, o médio Bock e o pequeno Bock (de oeste para leste), separado uns dos outros por cortes na rocha e ligado por pontes. Como resultado, pouco permaneceu do castelo medieval.
Um porco depois de 1684, em nome do Rei francês Luís XIV, Vauban teve êxito na captura da Cidade de Luxemburgo durante um mês-longo cerco sob as quais as fortificações de Bock foram completamente achatadas. Depois disso Vauban, talvez o mais competente engenheiro de fortificação de sua época, empreendeu adições importantes para as defesas, percebendo que câmaras e passagens subterrâneas foram tão importantes como as instalações de superfície. O grande Bock, ligado à cidade velha pelo Pont du Château, foi reforçado. Cercada por um muro de 12 metros de altura, foi o principal componente da nova fortaleza.

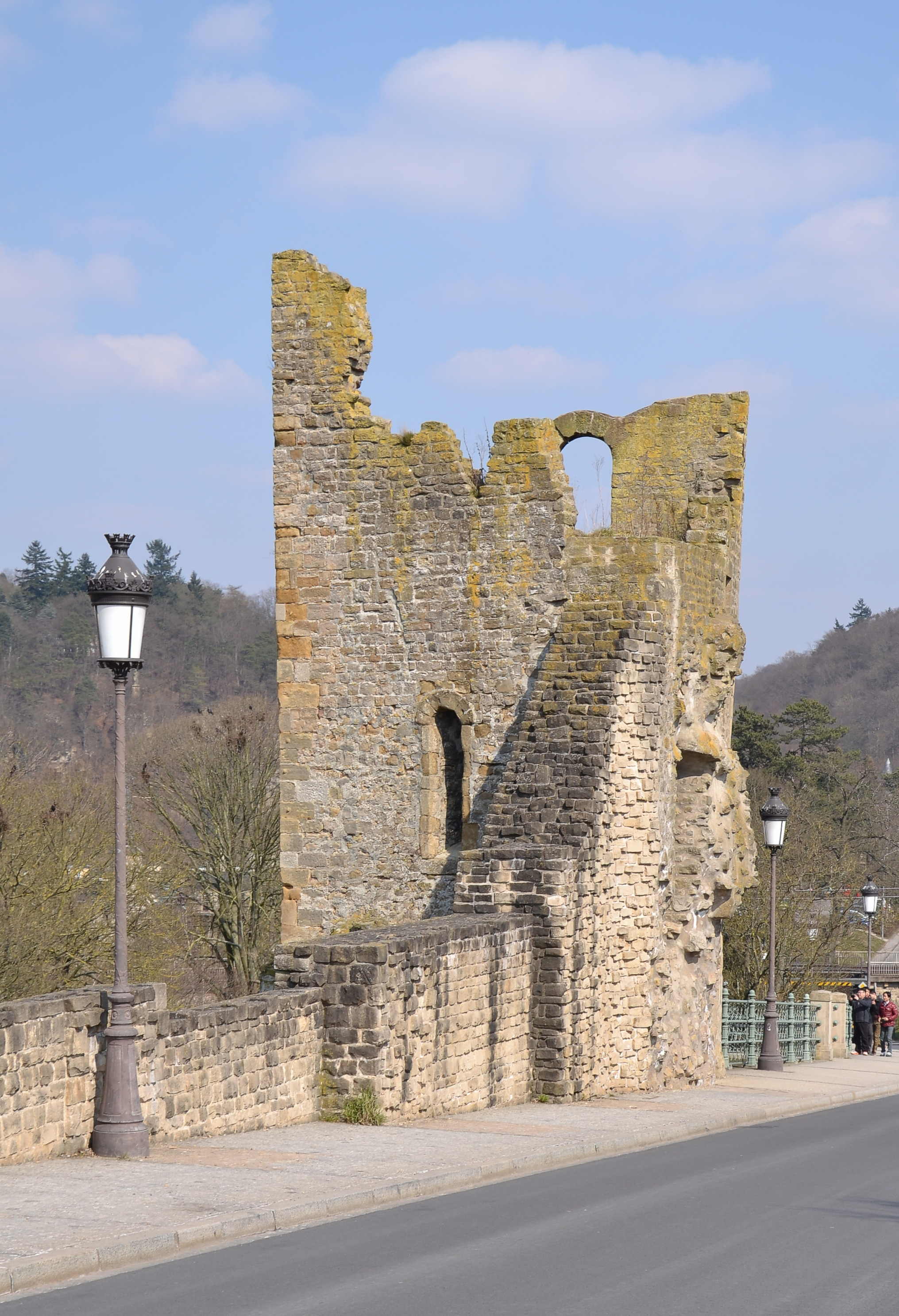
A falsa ruína do "dente oco"

Além destas estruturas, o Bock também incluiu um sistema de casamatas que se originou nas celas do castelo medieval. Em 1744, durante o período de dominação austríaco, estas passagens subterrâneas consideravelmente foram ampliadas pelo General Neipperg. A passagem principal, que ainda permanece, tem 110 metros comprimento e até 7 metros de largura. Ramos, dando início em ambos os lados foram equipados com slots de canhão não inferior a 25, 12 para o norte e 13 para o Sul, oferecendo considerável poder de fogo. Em caso de guerra, as casamatas de Bock, cobrindo uma área de 1.100 m², podem ser usadas como quartel para várias centenas de soldados. Água foi fornecida a partir de um poço de 47 metros profundidade.
Graças a suas defesas, em 1794, durante as guerras revolucionárias francesas, a cidade estendeu contra um cerco francês durante sete meses. Quando a guarnição rendeu-se finalmente, as paredes eram ainda indicava. Isso levou o engenheiro e político francês Lazare Carnot que chamou a Fortaleza de Luxemburgo de "a melhor do mundo, com exceção de Gibraltar". Como resultado, é frequente ser chamada de o Gibraltar do norte. 
Finalmente, as fortificações foram demolidas sob os termos do Tratado de Londres em 1867. A demolição levou 16 anos e custou a enorme soma de 1,5 milhões de francos ouro.

## Casamatas

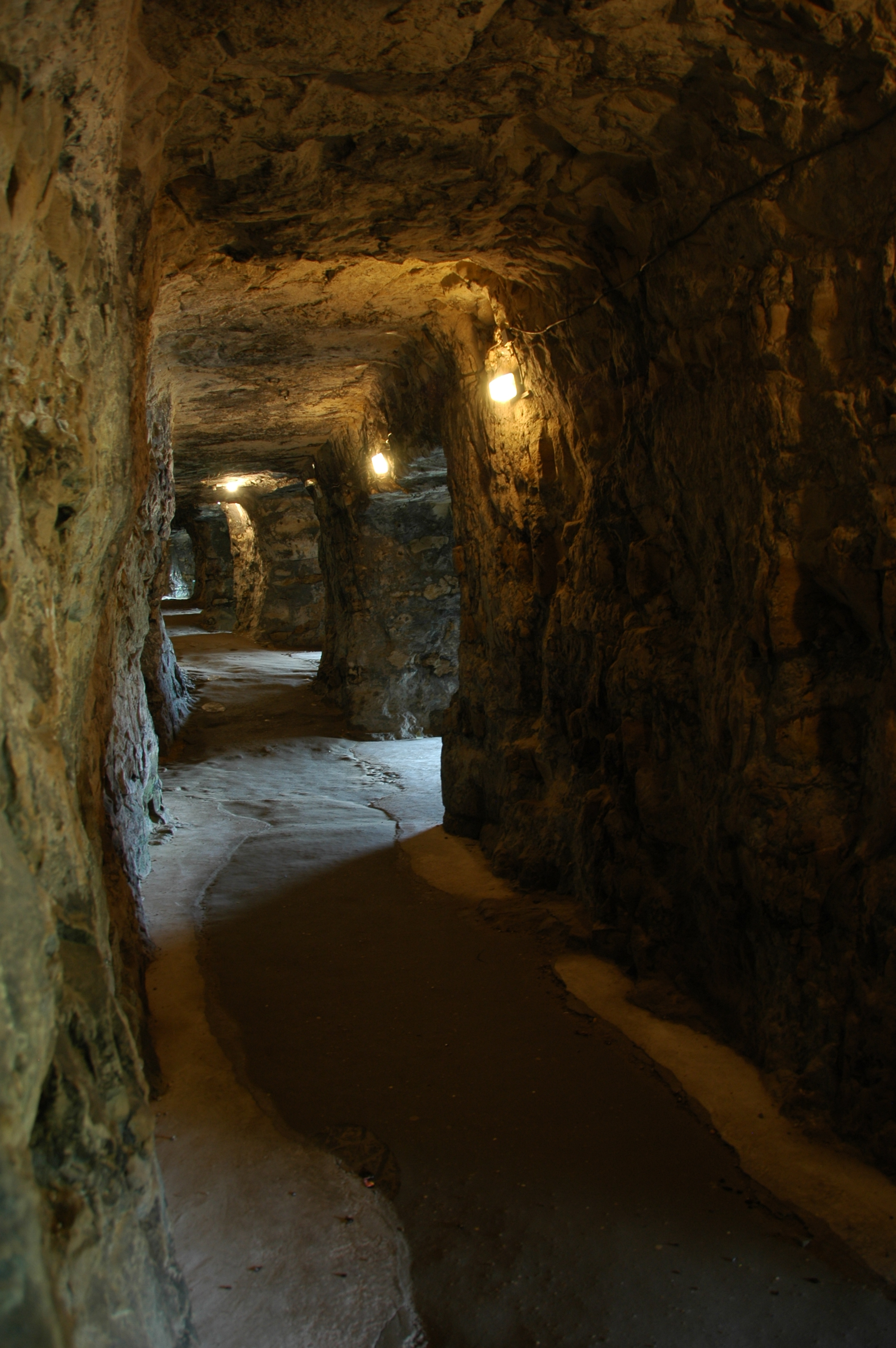
interior das casamatas

Os primeiros túneis para as defesas no subsolo, abaixo do antigo castelo, foram escavados para fora durante o período espanhol, em 1644. Extensões foram feitas pelo engenheiro francês Vauban sob Luís XIV da França em 1684, mas era de 1737 a 1746 que os austríacos completou o extraordinário complexo de passagens subterrâneas e galerias conhecidas como as casamatas. Com um comprimento total de 23 km e profundidade de até 40 metros, com capacidade para acomodar 50 canhões e uma guarnição de 1.200 homens. Além disso, eles tinham instalações subterrâneas para equipamentos de habitação e cavalos, bem como oficinas, cozinhas, padarias e matadouros. Quando as fortificações da superfície foram desmanteladas em 1875, a maioria das defesas subterrâneas permaneceu praticamente intocada, 17 km das passagens restantes. Em 1994, as casamatas foram adicionadas à lista de locais de Patrimônio Mundial da UNESCO, atraindo cerca de 100.000 visitantes por ano.
Em 1933, as casamatas do Bock estavam aberta aos público. Durante a Segunda Guerra Mundial, elas foram usadas como um abrigo de bomba capaz de acomodar até 35 mil pessoas. Reparos e renovações de trabalho foram realizados em 2008 – 2009, incluindo a abertura das galerias de mina que continha explosivos capazes de explodir parte do Bock em caso de necessidade .
Atualmente, as casamatas do Bock podem ser visitadas de março a outubro da Rue Sigefroid. As escadas para baixo da entrada levam a uma enorme cripta arqueológica onde as placas da parede dá um panorama da história das fortificações. Mais escadas direcionadas para baixo através das masmorras do antigo castelo de Sigifredo para as casamatas, uma série de túneis de pedra, longos para baixo em paralelo a estrada acima. Há um número de passagens laterais, bem como câmaras e balcões com aberturas para o norte e o sul. Uma vez posições para os canhões, hoje eles oferecem vistas sobre o vale de Alzette. O passeio inclui uma visita para os aposentos do Marechal von Bender, o oficial dos Habsburgos, que, na idade de 82, coordenou a resistência ao cerco francês em 1794-95 que durou quase oito meses. A saída para via do Pont du château e para a Rue Sosthène Weiss, antigo fosso do castelo.

## Pont du château

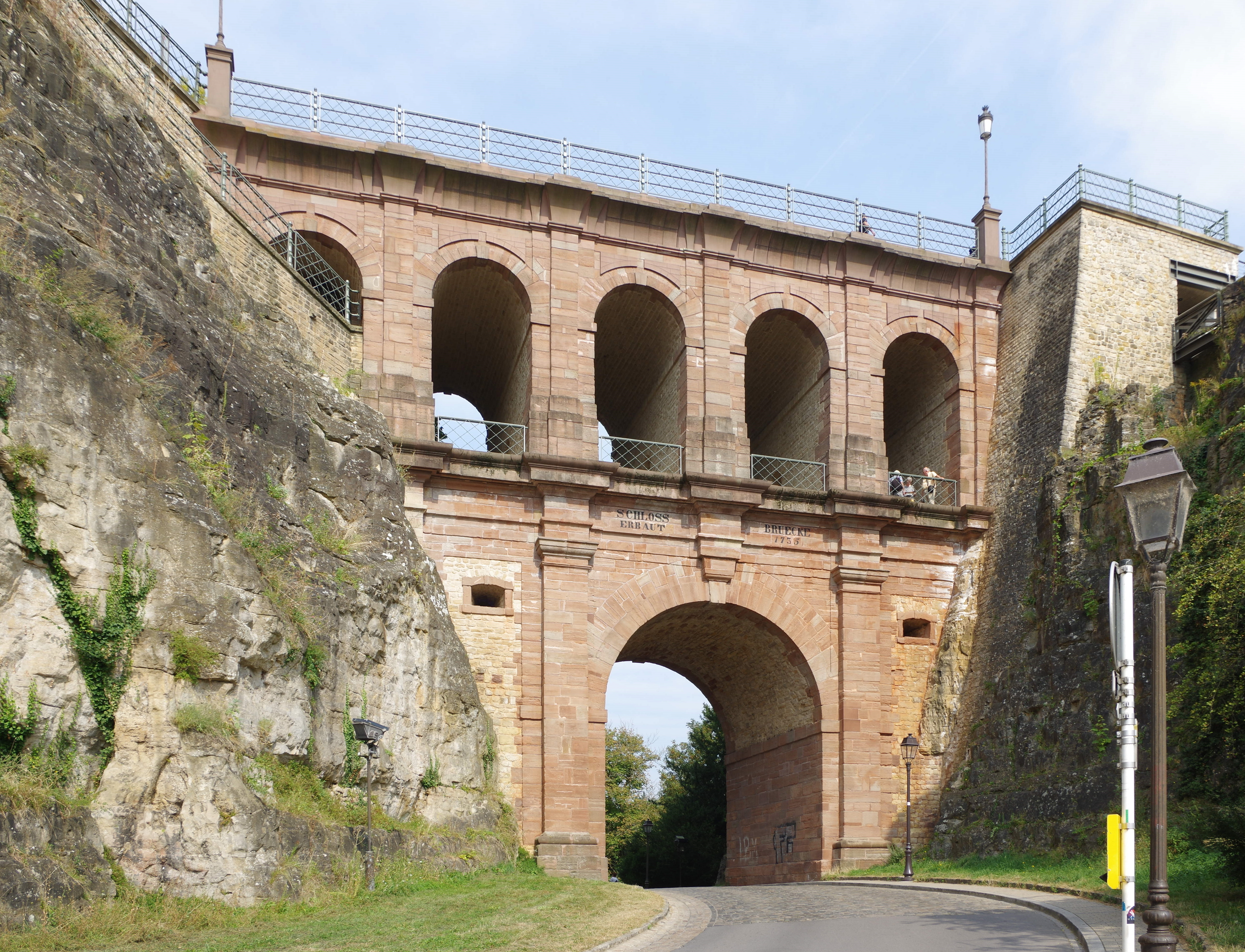
O Pont du château

A ponte de dois andares, conectando o Bock a cidade velha foi um componente importante das fortificações. Tecnicamente, é uma estrutura bastante curiosa. Construído em 1735 pelos austríacos, fornece nada menos que quatro formas de travessia entre as falésias: a estrada por cima, uma passagem por meio de quatro arcos superiores, uma escada em espiral até através do arco principal e um túnel sob a estrada na parte inferior.

## Visitantes famosos
Ao longo dos anos, as casamatas de Bock recebeu vários visitantes famosos. Entre eles estão:
- Imperador José II da Áustria (1781);
- Napoleão Bonaparte (1804);
- Henrique dos Países Baixos (1868);
- Carlota de Luxemburgo (1936);
- Henrique de Luxemburgo e sua esposa a Grã-Duquesa Maria Teresa (2000).

## A lenda de Melusina
Há inúmeras pessoas que reportam terem visto Melusina nas águas próximas.

## Gallery

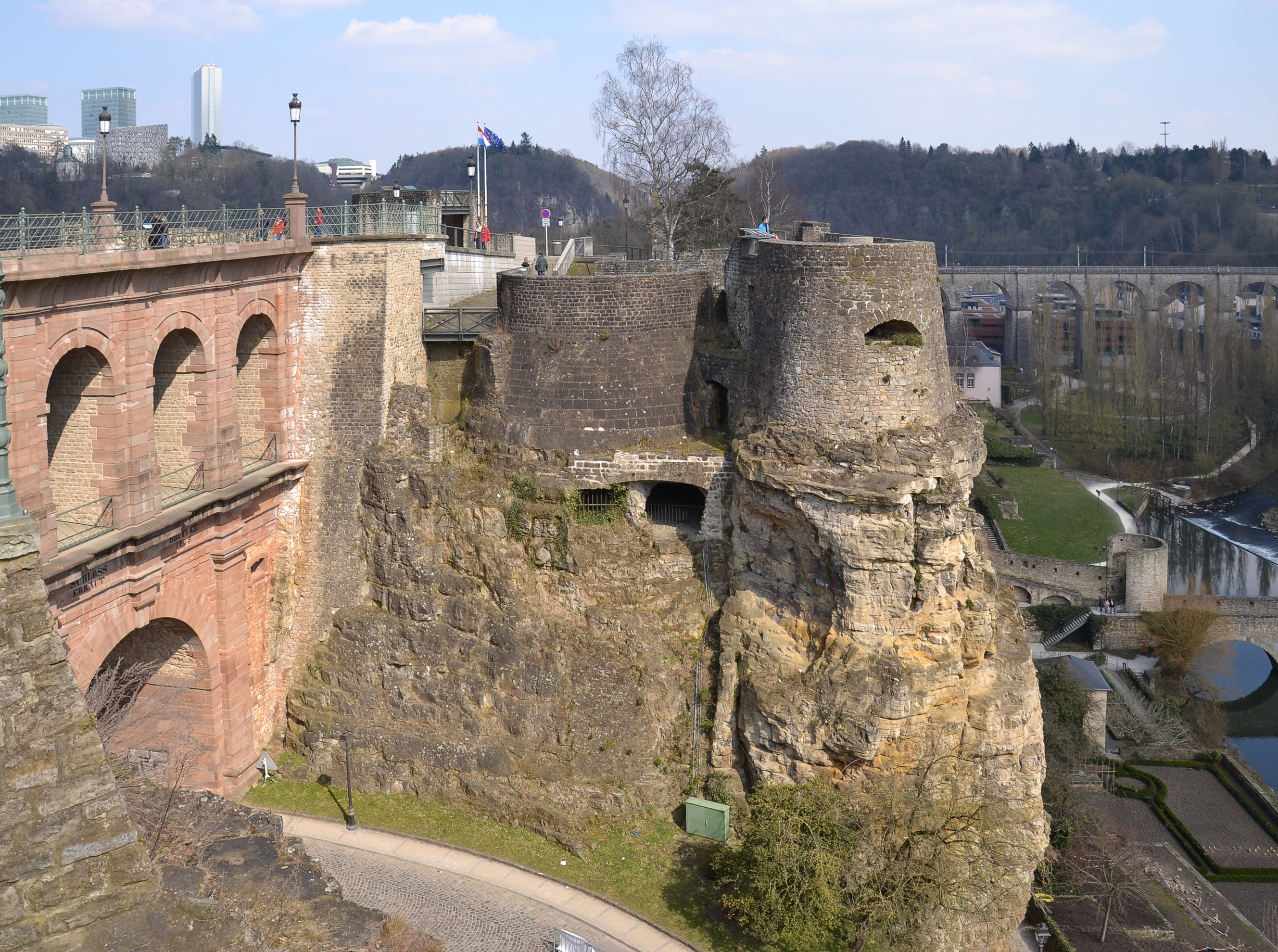
As fortificações no Bock
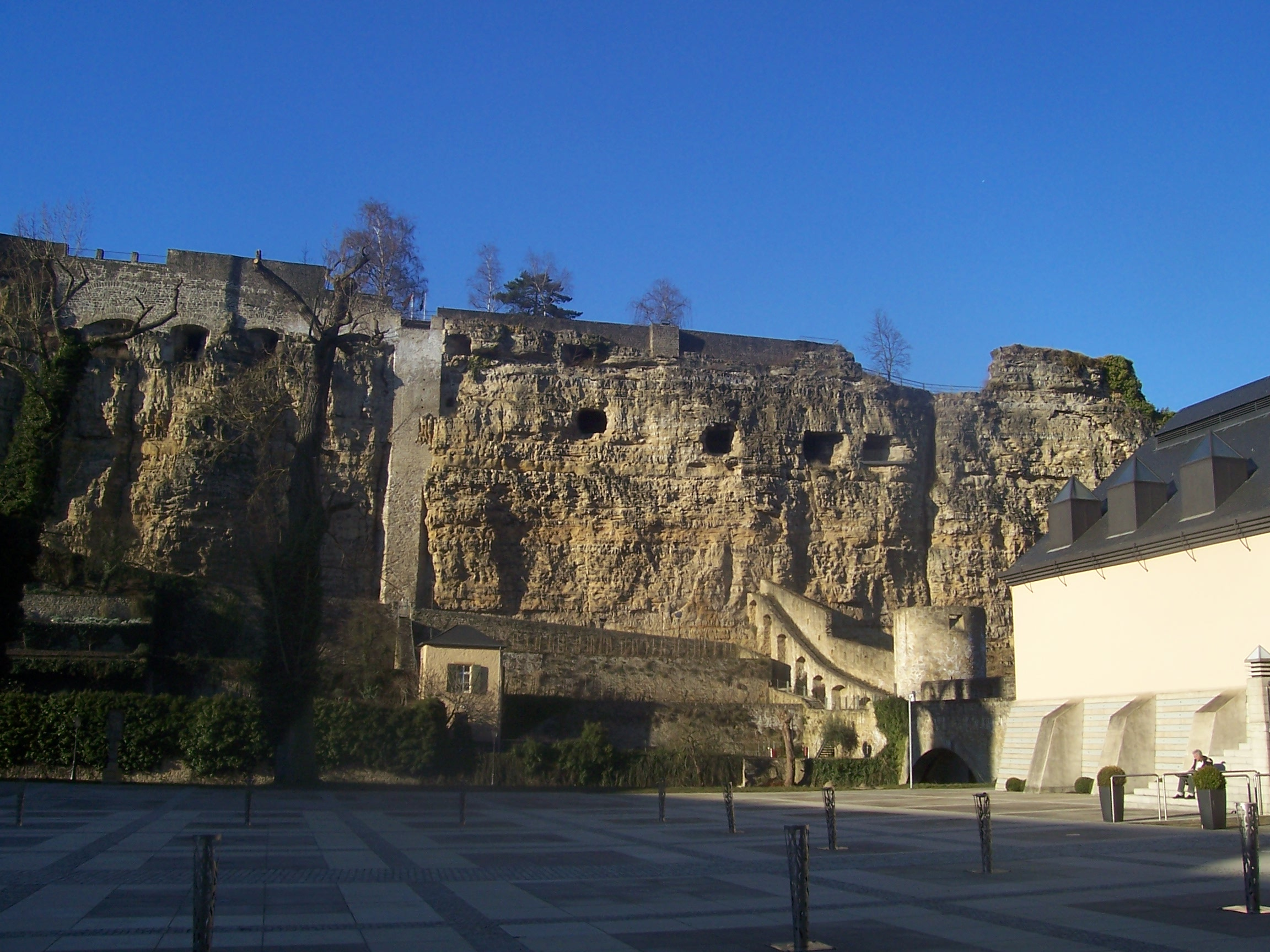
O desfiladeiro do Bock com as aberturas dos canhões
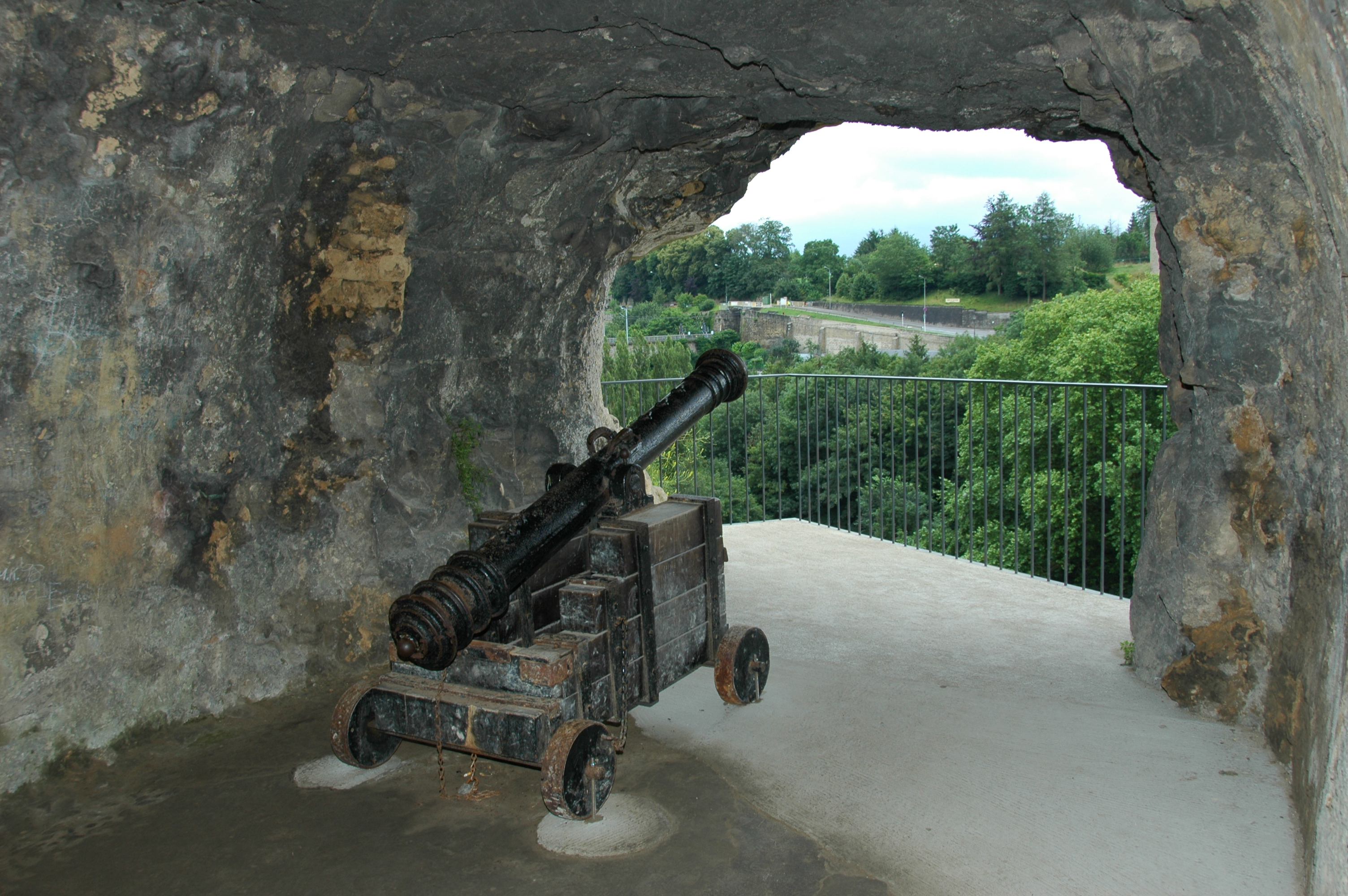
Canhão dentro das casamatas
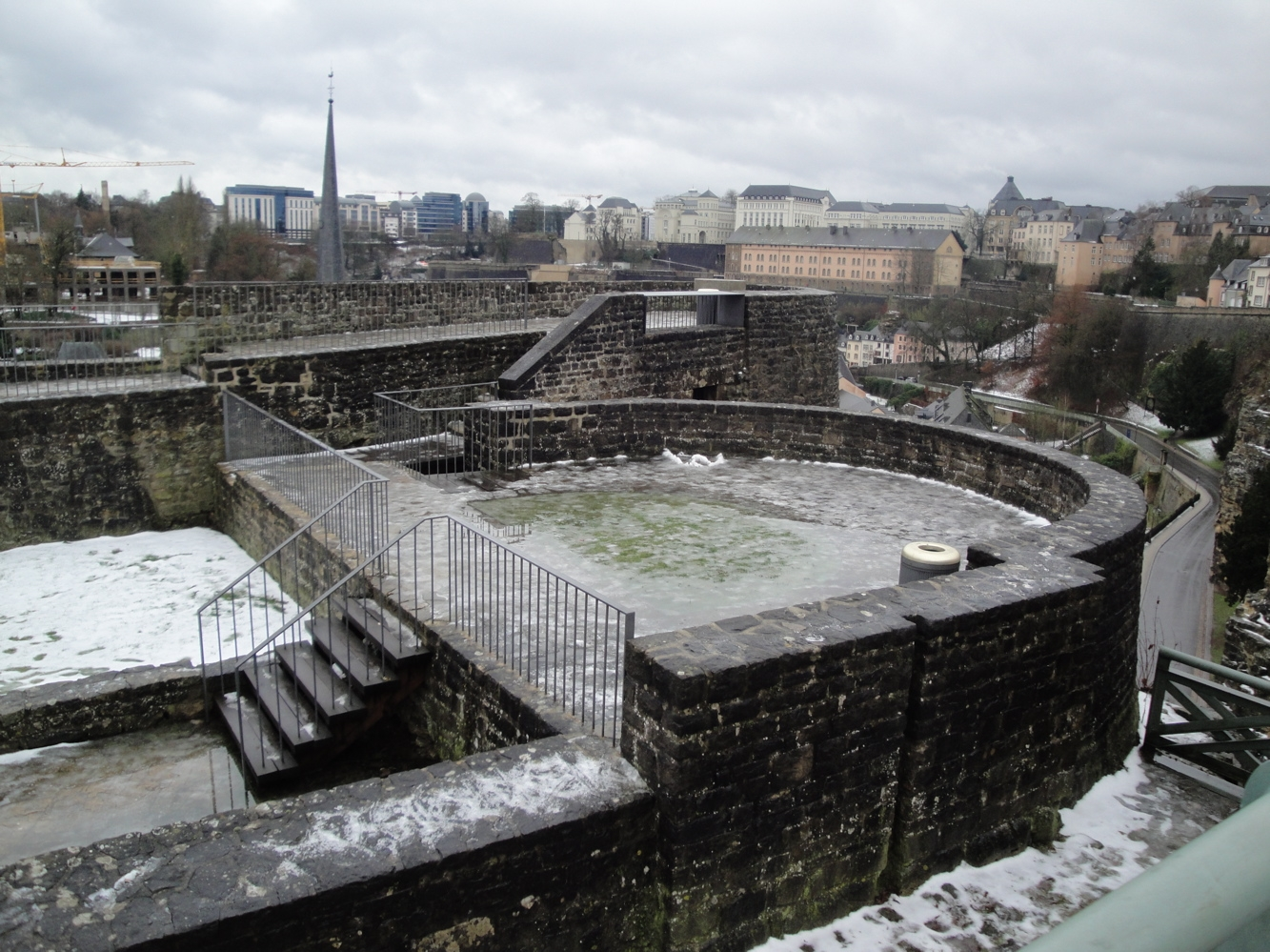
As fortificações do Bock no inverno
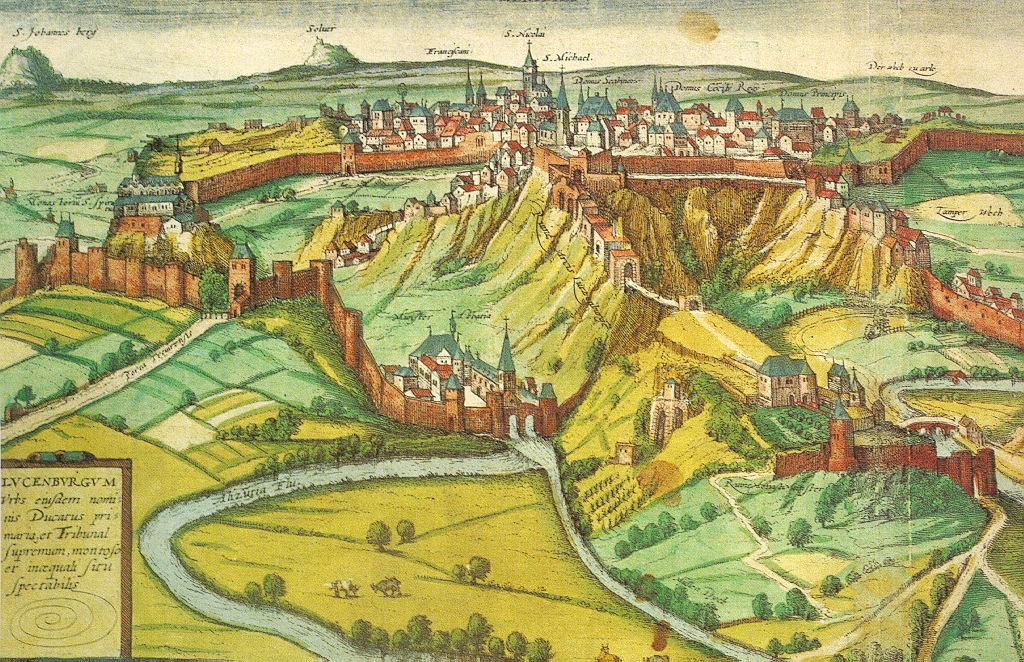
Luxemburgo por Joan Blaeu (1649)
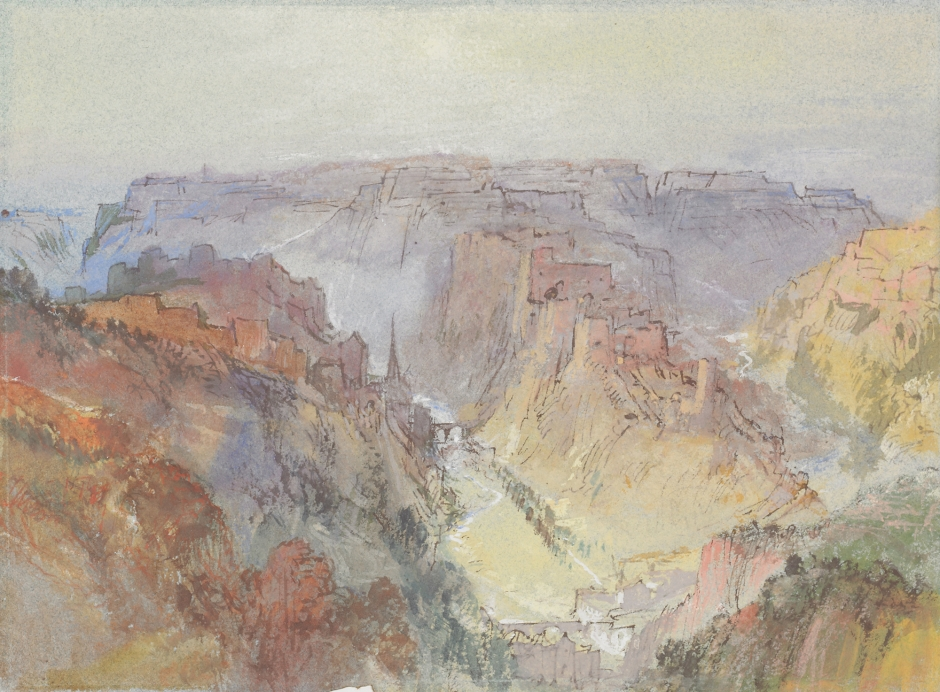
Luxemburg por William Turner (1834)
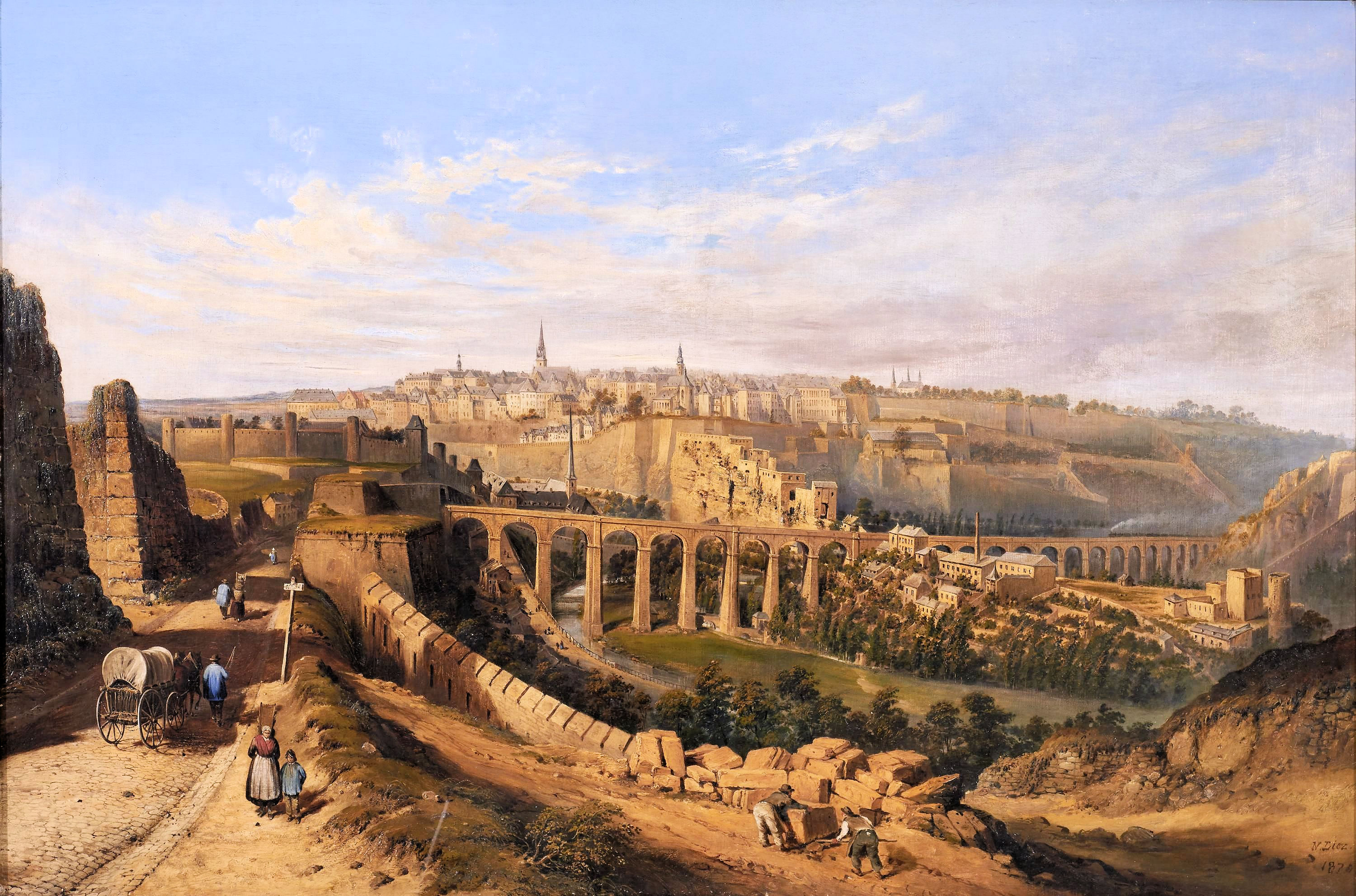
Luxemburgo por Nicolas Liez (1870)
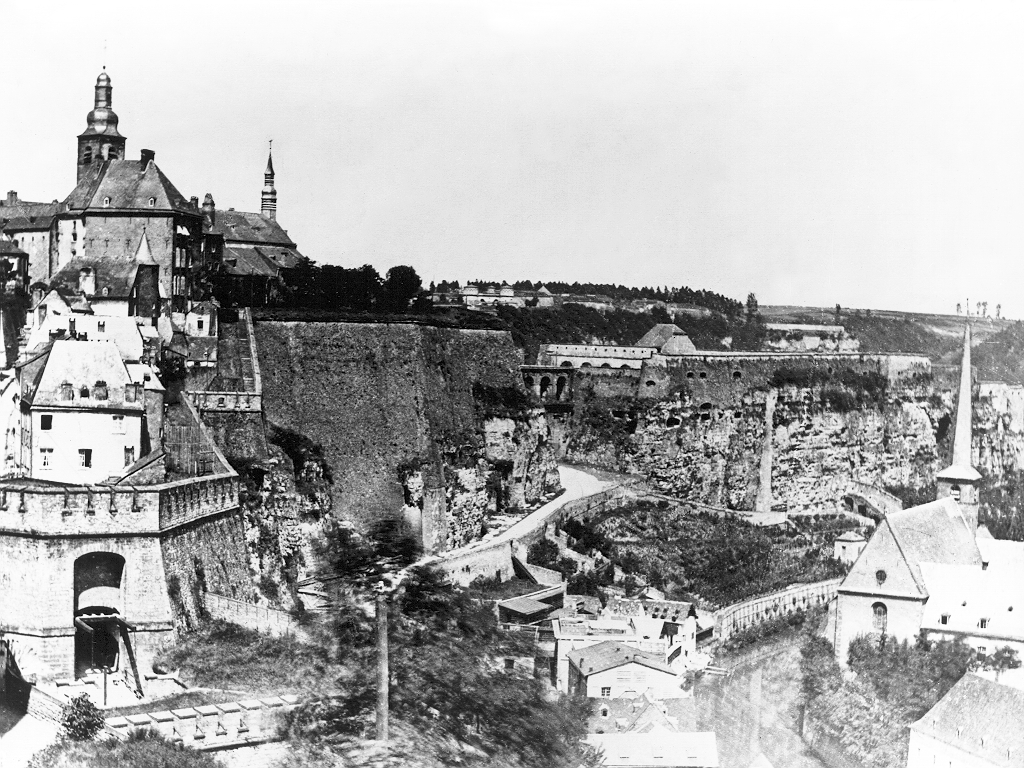
AS fortificações antes de 1867

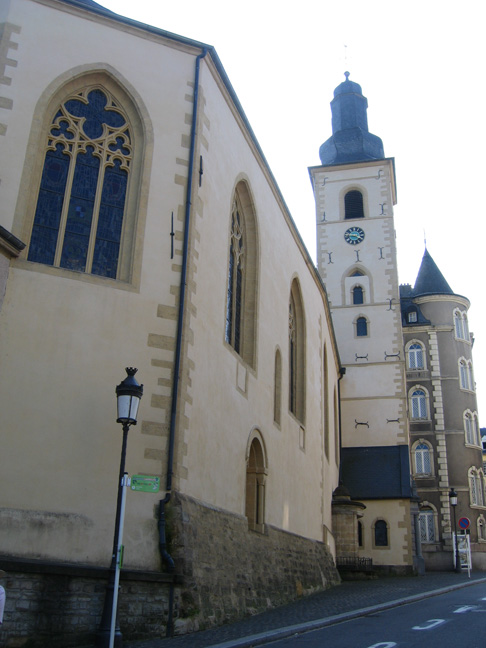
Igreja de São Miguel, anterior capela do Castelo
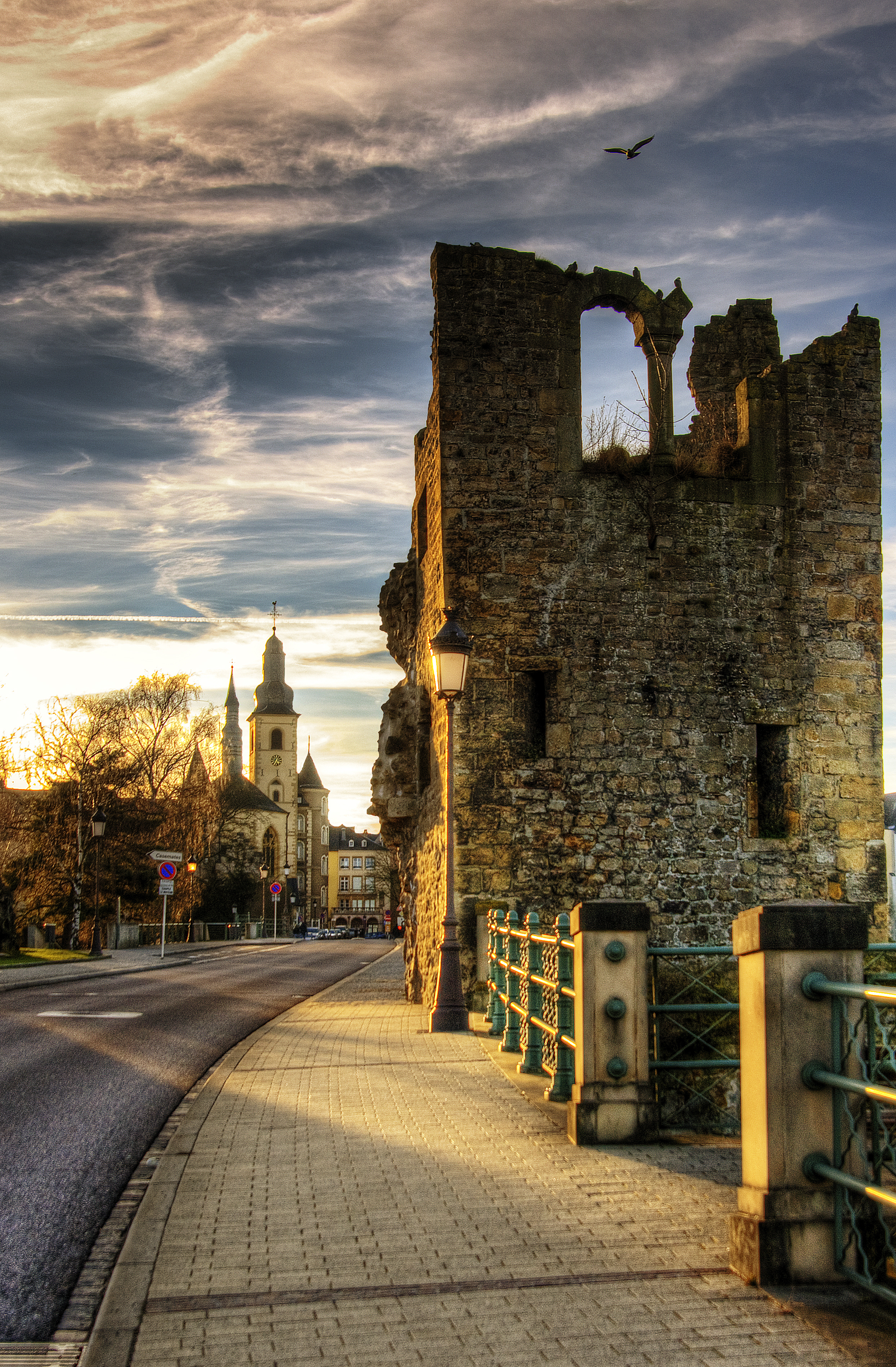
A torre "Buraco no Dente" com a Igreja de Saint Michael's no fundo